# شهرستان کالگانسکی
شهرستان کالگانسکی (به لاتین: Kalgansky District) یک شهرستان در روسیه است که در سرزمین زابایکالسکی واقع شده‌است.